# Heidi Larson
Heidi J. Larson és una antropòloga estatunidenca i la directora fundadora del Projecte Vaccine Confidence. Larson va dirigir la Comunicació Global d'Immunització a UNICEF i és l'autora de Stuck: How Vaccine Rumors Start and Why They Don't Go Away.

## Educació i inicis
Filla d'un sacerdot i defensor dels drets civils, Larson va créixer a Massachusetts.
Larson va treballar per a Save the Children a Cisjordània i al Nepal després de la universitat. Treballar a l'estranger va fer que s'interessés per l'antropologia i finalment es va graduar a la Universitat de Califòrnia en aquesta disciplina. Va obtenir un doctorat el 1990. Durant la dècada de 1990 va treballar per a diverses empreses, com Apple i Xerox. Va anar a UNICEF per estudiar l'impacte de les màquina de fax en la manera com els empleats fan la seva feina.

## Treball en immunització
Larson va tornar a UNICEF l'any 2000, treballant en comunicacions globals per a diversos programes de vacunació de l'agència. Va desenvolupar una experiència en treballar amb els treballadors sanitaris locals per desactivar els rumors que amenaçaven de descarrilar les iniciatives de vacunació. Va fundar el Vaccine Confidence Project a la London School of Hygiene & Tropical Medicine, que encara dirigeix, a més d'ensenyar antropologia, risc i ciència de la decisió.
Des del 2015, Larson lidera un projecte de la Unió Europea per donar suport als esforços de vacunació a Sierra Leone, Rwanda, la República Democràtica del Congo i Uganda, identificant i contrarestar els rumors que poden reduir l'eficàcia de la campanya. Després de treballar en la vacunació contra l'ebola, el grup està desmentint els mites sobre la grip i la COVID-19.
Larson és directora d'iniciatives europees a l'Institut de mètriques i avaluació de la salut (IHME) i professora associada clínica al Departament de Salut Global de la Universitat de Washington. Enmig de la pandèmia de la COVID-19, va copresidir (al costat de J. Stephen Morrison) el Panell d'alt nivell de CSIS-LSHTM sobre la confiança i la desinformació de les vacunes el 2020.
En descriure's com "una pacient optimista", Larson va entendre aviat que s'havien de fer esforços significatius per combatre la desinformació sobre les vacunes. L'exdirectora executiva d'UNICEF, Carol Bellamy, va dir que Larson "no cridava 'El cel cau', sinó: 'El cel podria caure si no fem alguna cosa'".
En un article publicat el febrer de 2021, Larson va reconèixer una àmplia col·laboració amb els fabricants de vacunes, membres del consell assessor i finançament dels fabricants de vacunes, especialment les companyies farmacèutiques GlaxoSmithKline i Merck &amp; Co. Inc.

## Vida personal
La professora Larson està casada amb el viròleg belga Peter Piot.

## Publicacions seleccionades
- Larson, Heidi J. Stuck: How Vaccine Rumors Start and Why They Don't Go Away.  Oxford: Oxford University Press, 2020. ISBN 9780190077242.
- de Figueiredo, Alexandre; Simas, Clarissa; Karafillakis, Emilie; Paterson, Pauline; Larson, Heidi The Lancet, 396, 10255, 10-09-2020, pàg. 898–908. DOI: 10.1016/S0140-6736(20)31558-0. PMC: 7607345. PMID: 32919524 [Consulta: free].
- Larson, Heidi J.; Figueiredo, Alexandre de; Xiahong, Zhao; Schulz, William S.; Verger, Pierre «Còpia arxivada». EBioMedicine, 12, 01-10-2016, pàg. 295–301. Arxivat de l'original el 2 de juny 2019. DOI: 10.1016/j.ebiom.2016.08.042. ISSN: 2352-3964. PMC: 5078590. PMID: 27658738 [Consulta: 31 gener 2022].

## Reconeixements
La BBC la va incloure a la seva llista 100 Women BBC de 2021.